# 曼瓜爾迪
曼瓜爾迪（葡萄牙語：Mangualde），是葡萄牙的城鎮，位於該國中北部，由維塞烏區負責管轄，始建於1102年，面積219.26平方公里，2011年人口19,880，人口密度每平方公里90.67人。

## 友好城市
- 法國 勒皮